# Lista odcinków serialu Austin i Ally
Poniżej znajduje się lista odcinków serialu komediowego Austin i Ally emitowanego w Polsce od 10 marca 2012 roku na kanale Disney Channel. W USA serial jest emitowany od 2 grudnia 2011 roku. W marcu 2012 serial dostał zamówienie na 2 sezon, a rok później na kolejny sezon 3. W kwietniu 2014 został oficjalnie ogłoszony także 4 sezon tego Serialu.

## Odcinki
| Seria | Odcinki | Oryginalna emisja    | Oryginalna emisja | Oryginalna emisja | Oryginalna emisja |
| Seria | Odcinki | Premiera serii       | Finał serii       | Premiera serii    | Finał serii       |
| ----- | ------- | -------------------- | ----------------- | ----------------- | ----------------- |
| 1     | 19      | 2 grudnia 2011       | 9 września 2012   | 10 marca 2012     | 8 lutego 2013     |
| 2     | 26      | 7 października 2012  | 29 września 2013  | 13 kwietnia 2013  | 22 marca 2014     |
| 3     | 22      | 27 października 2013 | 23 listopada 2014 | 5 kwietnia 2014   | 12 kwietnia 2015  |
| 4     | 20      | 18 stycznia 2015     | 10 stycznia 2016  | 11 lipca 2015     | 8 grudnia 2016    |

### Seria 1:2011–2012
- Ten sezon liczy 19 odcinków.
- Główni bohaterowie są obecni we wszystkich odcinkach.

| 1 | Rockers & Writers             | Shelley Jensen        | Kevin Kopelow Heath Seifert    | 2 grudnia 2011   | 10 marca 2012        | 101 |
| Austin i Dez „pożyczają” piosenkę Ally, robią z niej wielki światowy hit, pomimo jej wiedzy. Ally chce powiedzieć światu, jaka jest prawda, jednak się powstrzymuje. Kilka dni później, Austin przychodzi do Ally i prosi ją o napisanie piosenki. Początkowo dziewczyna odmawia, lecz potem się zgadza. Role gościnne: Andy Milder jako Lester Dawson, Mim Drew jako Helen Piosenka: „Break Down The Walls, „Double Take” |                               |                       |                                |                  |                      |     |
| 2 | Kangaroos & Chaos             | Shelley Jensen        | Kevin Kopelow Heath Seifert    | 4 grudnia 2011   | 28 kwietnia 2012     | 102 |
| Minął miesiąc, odkąd Ally nie napisała żadnej piosenki. Austin martwi się, że ludzie będą kojarzyć go jako gościa z reklamy psiej karmy. Ally niewyraźnie pisze tekst piosenki, po czym Dez przynosi nie te rekwizyty, które są potrzebne, w rezultacie kangura. Zwierzę wybija szybę w oknie, po czym ucieka. Role gościnne: Andy Milder jako Lester Dawson Piosenka: „A Billion Hits” |                               |                       |                                |                  |                      |     |
| 3 | Secrets & Songbooks           | Shelley Jensen        | Eric Friedman                  | 11 grudnia 2011  | 28 kwietnia 2012     | 103 |
| Ally gubi swój zeszyt z piosenkami i pamiętnikiem w jednym. Odnajdują go Austin i Dez, którzy czytają wpisy przyjaciółki. Wywnioskowują, że Ally leci na Austina, lecz tak naprawdę chodzi o Dallasa. Austin robi wszystko, żeby Ally się odkochała. Role gościnne: Cole Sand jako Nelson, Noah Centineo jako Dallas Piosenka: „Not A Love Song” |                               |                       |                                |                  |                      |     |
| 4 | Zaliens & Cloud Watchers      | Shelley Jensen        | Rick Nyholm                    | 8 stycznia 2012  | 5 maja 2012          | 105 |
| Ally pisze piosenkę. Austin mówi jej, że mu się podoba, a reszcie, że jest do bani. Ally dowiaduje się o wszystkim i wspólnie z Austinem postanawiają spędzić trochę czasu razem, żeby się lepiej poznać. Role gościnne: Cole Sand jako Nelson Piosenka: „It’s Me, It’s You” |                               |                       |                                |                  |                      |     |
| 5 | Bloggers & Butterflies        | Shelley Jensen        | Kevin Kopelow Heath Seifert    | 15 stycznia 2012 | 12 maja 2012         | 104 |
| Jakaś blogerka z Miami ciągle umieszcza na swojej stronie kompromitujące Austina zdjęcia i filmy. Okazuje się, że to dawna koleżanka dziewczyn z przedszkola, Tilly. Dziewczyna nie ma nic do Austina, lecz do Ally, gdyż nienawidzi jej za występ w przedszkolu. Tilly chce skompromitować Ally. Tymczasem Trish i Dez dostają pracę w smażalni ryb kapitana Franka. Role gościnne: Audrey Whitby jako Tilly Thompson, Cole Sand jako Nelson, Jim Hoffmaster jako Frank Piosenka: „A Butterfly Song” |                               |                       |                                |                  |                      |     |
| 6 | Tickets & Trashbags           | Adam Weissman         | Samantha Silver Joey Manderino | 16 stycznia 2012 | 19 maja 2012         | 107 |
| Trish daje Austinowi list z zaproszeniem na rozdanie Internetowych Nagród Muzycznych w Miami. Problem w tym, że Austin może wziąć ze sobą tylko jedną osobę towarzyszącą. Chłopak ma problem z wyborem, i każdemu z osobna mówi, że go weźmie. W końcu prawda wychodzi na jaw. Przyjaciele kłócą się, a Austin idzie z Nelsonem. Role gościnne: Cole Sand jako Nelson, James Earl jako Złoty Złoty Piosenka: „Trash Talka” |                               |                       |                                |                  |                      |     |
| 7 | Managers & Meatballs          | Adam Weissman         | Wayne Conley                   | 29 stycznia 2012 | 9 czerwca 2012       | 108 |
| Przyjaciele poznają Demonicę Dixon, managerkę 8 sławnych gwiazd popu. Chce ona przejąć Austina. Z początku nikt się na to nie zgadza, lecz gdy Trish myli godziny występu, Austin zmienia managerkę. Ona zaś zwalnia Deza i Ally, gdyż zatrudniła najlepszych tekściarzy, a teledysk wyreżyseruje mu Spike Stevens. Austin jest załamany. Śni mu się, że ma występ na Times Square, ale nie ma tam jego przyjaciół, tylko jest ekipa Demonici. Austin przeprasza przyjaciół i wspólnie kompromitują Demonicę. Role gościnne: Lisa Arch jako Demonica Dixon Piosenka: „Better Together” |                               |                       |                                |                  |                      |     |
| 8 | Club Owners & Quincieneras    | Eric Dean Seaton      | Samantha Silver Joey Manderino | 19 lutego 2012   | 2 czerwca 2012       | 109 |
| Trish z okazji 15. urodzin ma urządzaną Quincenierę. Zaprasza na nią przyjaciół. Austin dowiaduje się, że będzie tam chłopak kuzynki Trish, Emilio. Podobno prowadzi kluby, więc przyjaciele chcą to wykorzystać. Austin postanawia zaśpiewać dla niego. Ally natomiast chce zatańczyć z Dallasem, lecz problem z tym, że nie potrafi tańczyć. Austin chce pomóc przyjaciółce nauczyć się tańczyć. Role gościnne: Noah Centineo jako Dallas, Eileen Galindo jako mama Trish, Devan Leo jako JJ De La Rosa |                               |                       |                                |                  |                      |     |
| 9 | Deejays & Demos               | Roger S. Christiansen | Steve Freeman Aaron Ho         | 26 lutego 2012   | 4 września 2012      | 111 |
| Austin dostaje zaproszenie, żeby udzielić wywiadu w radiu na plaży. Ally chciałaby, żeby ktoś o niej usłyszał. Austin przypadkowo bierze do radia płytę z piosenką Ally, po czym mówi, że piosenka jest jej. MiamiMc chce, żeby Austin i Ally udzielili razem wywiadu na plaży. Role gościnne: Preston Jones jako Miami Mack Piosenka: „You Don’t See Me” |                               |                       |                                |                  |                      |     |
| 10 | World Records & Work Wreckers | Phill Lewis           | Kevin Kopelow Heath Seifert    | 4 marca 2012     | 6 października 2012  | 113 |
| Austin i Dez chcą pobić rekord Guinnessa w kręceniu piłki na palcu wskazującym. Ally przypadkowo zatrudnia Dallasa w Sonic Boomie, wiedząc, że nie mają pieniędzy na nowego pracownika. Ojciec Ally każe jej zwolnić chłopaka. Role gościnne: Andy Milder jako Lester Dawson, Noah Centineo jako Dallas |                               |                       |                                |                  |                      |     |
| 11 | Songwriting & Starfish        | Eric Dean Seaton      | Eric Friedman                  | 11 marca 2012    | 27 lipca 2012        | 110 |
| Policjant zatrzymuje Austina, Ally, Deza i Trish za włamanie do lodziarni. Tak naprawdę chcieli tylko dokończyć piosenkę, którą Austin miał zaśpiewać na konkursie radia 109 FM, jednak nie wszystko idzie po ich myśli. Role gościnne: Kelly Perine jako komisarz Dunphy Piosenka: „Heart It On The Radio” |                               |                       |                                |                  |                      |     |
| 12 | Soups & Stars                 | Shannon Flynn         | Wayne Conley                   | 25 marca 2012    | 30 czerwca 2012      | 115 |
| Trish dostaje pracę w zupach Suzy. Jej szefową jest pani Suzy, była nauczycielka muzyki Ally i Trish z podstawówki. Ally zakłada sobie konto na Twitterze, jednak mało osób chce czytać jej wypociny. Dziewczyna robi zdjęcie sztucznego pająka w zupie, jednocześnie odstraszając klientów z restauracji pani Suzy. Przyjaciele postanawiają nakręcić reklamę. Role gościnne: Lynne Marie Stewart jako pani Suzy |                               |                       |                                |                  |                      |     |
| 13 | Burglaries & Boobytraps       | Shelley Jensen        | Aaron Ho Steve Freeman         | 15 kwietnia 2012 | 2 lipca 2012         | 106 |
| Austin umawia się z Ally, jednak nie przychodzi na czas. Po dwóch godzinach zjawia się z Dezem w sklepie mówiąc, że byli na koncercie Bruno Marsa. Ally też chciała iść na koncert, lecz uznała, że skoro się umówili, to nie pójdzie. Ally jest wściekła na Austina, że jej nie szanuje. W sklepie trwa plaga kradzieży. Ojciec Ally zakłada kamery. Nagle ktoś kradnie gitarę ze sklepu. Okazuje się, że to... Austin! Tak naprawdę Austin wcale nie ukradł gitary, tylko ją pożyczył, żeby Bruno Mars się na niej podpisał, w ramach przeprosin za spóźnienia na spotkania z Ally. Niestety, przed odkryciem prawdy, Trish doniosła na Austina policji. Przyjaciele postanawiają oczyścić chłopaka z zarzutów. Role gościnne: Jeff Blum jako złodziej, Greg Workswick jako Billl, Andy Milder jako Lester Dawson, Jim Hoffmaster jako Frank |                               |                       |                                |                  |                      |     |
| 14 | myTAB & My Pet                | Phill Lewis           | Rick Nyholm                    | 22 kwietnia 2012 | 13 października 2012 | 114 |
| W sklepie trwa wyprzedaż tabletów. Ally chce tablet, bo dzięki nim będą mogli wszystko robić łatwiej. Niestety, kolejka jest kilometrowa. W międzyczasie Ally pokazuje przyjaciołom Owena, swojego ptaka, który ma dzisiaj urodziny. Ally zostawia Owena z chłopakami, żeby móc stać w kolejce. Ptak im ucieka, a oni nie wiedzą, jak to powiedzieć przyjaciółce. Role gościnne: Ashley Fink jako Mindy, Greg Workswick jako Billl, Jim Hoffmaster jako Frank Piosenka: „Not a Love Song” |                               |                       |                                |                  |                      |     |
| 15 | Filmmaking & Fear Breaking    | Roger S. Christiansen | Rick Nyholm                    | 20 maja 2012     | 20 października 2012 | 112 |
| Dez postanawia nakręcić film. Austin ma grać w nim ratownika, który wyławia topiącą się w wodzie dziewczynę. Potem ma ją włożyć pod parasolkę. Jest tylko mały problem. Austin boi się parasolek, gdyż kiedyś ona zerwała mu spodnie. Ally mówi Austinowi, dlaczego boi się występować. Dziewczyna pomaga mu przezwyciężyć strach. Role gościnne: Cole Sand jako Nelson |                               |                       |                                |                  |                      |     |
| 16 | Diners & Daters               | Shelley Jensen        | Aaron Ho Steve Freeman         | 17 czerwca 2012  | 16 października 2012 | 116 |
| Austin, Ally, Dez i Trish umawiają się na obiad w Melodyjnym Obiadku. Trish się spóźnia. Po chwili okazuje się, że tam pracuje, jednak Austin chce, żeby obsługiwała ich urocza blondynka, Cassidy, w której się zakochuje. Dziewczyna niestety odmawia pójścia z nim na randkę. Austin jest załamany. Ally go wspiera i pisze dla niego piosenkę o tym, co on naprawdę czuje, ale gdy przynosi tylko skrawki, Austin wyrywa kartkę i śpiewa piosenkę. Potem ma pretensje do Ally, że przez nią stracił względy u Cassidy. Ally wyżala się Trish, po czym przychodzi Austin i szczerze ją przeprasza mówiąc, że nie umie mówić, co mu leży na sercu. W końcu Ally pisze piosenkę dla Austina. Role gościnne: Aubrey Peeples jako Cassidy, Ashley Fink jako Mindy Piosenka: „Heartbeat”                                                         |                               |                       |                                |                  |                      |     |
| 17 | Everglades & Allygators       | Shelley Jensen        | Clay Lapari                    | 15 lipca 2012    | 15 listopada 2012    | 119 |
| Austin wraz z przyjaciółmi dostaje zaproszenie od Złotego Złotego na jego jacht. Austin ma zaśpiewać piosenkę wakacyjną na jego imprezie. Ally i Austin próbują napisać piosenkę na jachcie, lecz co chwilę ktoś im przeszkadza. Dez zamierza nakręcić film, Trish mu będzie pomagać. Role gościnne: James Earl jako Złoty Złoty, John Lee Ames jako Clavis Piosenka: „Na, Na, Na” |                               |                       |                                |                  |                      |     |
| 18 | Successes & Setbacks          | Shelley Jensen        | Samantha Silver Joey Manderino | 19 sierpnia 2012 | 17 grudnia 2012      | 117 |
| Trish dostrzega w Sonic Boomie Jimmy’ego Starra, właściciela wytwórni płytowej. Austin i Ally wpadają na pomysł, żeby wydać pierwszy album Austina. Wszystko idzie po ich myśli do czasu, gdy Austin traci głos. Ally, Dez i Trish zabierają go do lekarza, od którego będzie zależała kariera Austina. Role gościnne: Richard Whiten jako Jimmy Starr, Jill Benjamin jako Mimi Moon, John Henson jako Mike Moon, Robert Picardo jako dr Grant Piosenka: „The Way That You Do” |                               |                       |                                |                  |                      |     |
| 19 | Albums & Auditions            | Eric Dean Seaton      | Heath Seifert Kevin Kopelow    | 9 września 2012  | 8 lutego 2013        | 118 |
| Austin wydaje swój pierwszy oficjalny album. W międzyczasie Austin, Dez i Trish spełniają marzenie przyjaciółki i zgłaszają ją na przesłuchanie do szkoły muzycznej, które fabrykują. Wysyłają nagranie grającej na fortepianie Ally do właściciela szkoły muzycznej, który ją przyjmuje. Ally jest szczęśliwa, lecz pojawia się problem. Szkoła jest w Nowym Jorku, o czym nie wiedzieli. Austin jest załamany wyjazdem przyjaciółki. Robi wszystko, żeby Ally nie zapomniała o nim, Trish i Dezie. Ally staje przed ogromną decyzją: przeprowadzić się do Nowego Jorku czy zostać z najlepszymi przyjaciółmi... Role gościnne: Richard Whiten jako Jimmy Starr, Andy Milder jako Lester Dawson, Cole Sand jako Nelson Piosenka: „Illusion”                                                                                                   |                               |                       |                                |                  |                      |     |

### Seria 2: 2012–2013
- Ten sezon liczy 26 odcinków
- Główni bohaterowie są obecni we wszystkich odcinkach.
- W sezonie pojawia się świąteczny crossover z serialem Jessie pt. „Austin i Jessie i Ally”

| 20 | Costumes & Courage                       | Shelley Jensen      | Rick Nyholm                           | 7 października 2012  | 13 kwietnia 2013     | 201 |
| Wytwórnia Starr Records organizuje imprezę Halloweenową, na którą zaprasza Austina z przyjaciółmi. Chłopak ma tam zaśpiewać piosenkę razem z Taylor Swift. Dez i Trish szukają duchów na imprezie, przypadkowo biorąc za niego Taylor Swift, przez co Ally postanawia zaśpiewać zamiast niej. Role gościnne: Richard Whiten jako Jimmy Starr, Cole Sand jako Nelson Piosenka: „Don’t Look Down” |                                          |                     |                                       |                      |                      |     |
| 21 | Backups & Breakups                       | Shelley Jensen      | Kevin Kopelow Heath Seifert           | 14 października 2012 | 13 kwietnia 2013     | 202 |
| Nowy chłopak Trish, Trent, bierze udział w przesłuchaniach na jednego z tancerzy Austina. Chłopak zaprzyjaźnił się z Trish, żeby stać się sławnym. Ally przypadkowo widząc, że Trent zarywa do innej, zastanawia się, czy powiedzieć przyjaciółce prawdę. Role gościnne: Julia Campbell jako Penny Dawson, Trevor Jackson jako Trent Piosenka: „Illusion” |                                          |                     |                                       |                      |                      |     |
| 22 | Magazines & Made-Up Stuff                | Shelley Jensen      | Samantha Silver Joey Manderino        | 28 października 2012 | 20 kwietnia 2013     | 205 |
| Trish wysyła zgłoszenie Austina do największego młodzieżowego magazynu w kraju. Niedługo potem zjawia się reporterka, 10-letnia Megan, która chce zobaczyć te ekstremalne hobby Austina, o których wspomniała w formularzu. Austin musi teraz pokazać dziewczynie, że lubi karate lub skoki na bungee, co nie łatwo im wychodzi. Role gościnne: Aubrey K. Miller jako Megan Simms, Carrie Wampler jako Brooke Piosenka: „Sonic Boom Blues”, „Who I Am”, „The Butterfly Song” |                                          |                     |                                       |                      |                      |     |
| 23 | Parents & Punishments                    | Shelley Jensen      | Aaron Ho Steve Freeman                | 4 listopada 2012     | 4 maja 2013          | 206 |
| Ally przypadkowo oddaje wszystkie instrumenty z Sonic Booma. Przyjaciele decydują się zrobić zbiórkę pieniędzy, żeby kupić instrumenty do sklepu. Austin ma na tej zbiórce wystąpić, ale niestety, dostaje on szlaban za złe oceny. Role gościnne: Andy Milder jako Lester Dawson, Cole Sand jako Nelson, Aubrey K. Miller jako Megan Simms, John Henson jako Mike Moon, Jill Benjamin jako Mimi Moon Piosenka: „Better Together”, „Heartbeat” |                                          |                     |                                       |                      |                      |     |
| 24 | Crybabies & Cologne                      | Shelley Jensen      | Luisa Leschin                         | 11 listopada 2012    | 11 maja 2013         | 204 |
| Trent przychodzi do Ally i prosi, żeby napisała dla niego piosenkę, ponieważ chce być tak samo sławny jak Austin. Gdy Ally się nie zgadza, Trent kradnie ich nową piosenkę i nagrywa ją dla siebie. Role gościnne: Trevor Jackson jako Trent, Renee Percy jako Wanda Watson Piosenka: „Got It 2” |                                          |                     |                                       |                      |                      |     |
| 25 | Austin & Jessie & Ally All Star New Year | Bob Koherr          | Wayne Conley Mike Montesano Ted Zizik | 7 grudnia 2012       | 27 kwietnia 2013     | 211 |
| Austin, Ally, Dez i Trish jadą na Times Square, gdzie spełni się największe marzenie Austina. Są jednak duże problemy w drodze, ale w końcu po ciężkich próbach znajdują się przed hotelem, w którym mieszka Jessie z dzieciakami. Przyjaciele z pomocą niani i Emmy, największej fanki Austina zjawiają się na koncercie. Goście specjalni: Debby Ryan jako Jessie Prescott, Peyton Roi List jako Emma Ross, Cameron Boyce jako Luke Ross, Karan Brar jako Ravi Ross, Skai Jackson jako Zuri Ross, Kevin Chamberlin jako Bertram Winkle Role gościnne: Richard Whiten jako Jimmy Starr Piosenka: „Can You Feel It”, „Christmas Soul”, „Face 2 Face” |                                          |                     |                                       |                      |                      |     |
| 26 | Ferris Wheels & Funky Breath             | Shelley Jensen      | Aaron Ho Steve Freeman                | 13 stycznia 2013     | 25 maja 2013         | 203 |
| Przyjaciele są podekscytowani, gdyż wychodzi pierwszy oficjalny teledysk Austina, nakręcony przez Deza. Jednak gdy Austin poznaje swoją partnerkę, Kirę, która później okazuje się być córką Jimmy’ego Starra i jej problemy z oddechem, chłopak robi wszystko, żeby zmienić partnerkę. Role gościnne: Andy Milder jako Lester Dawson, Richard Whiten jako Jimmy Starr, Kiersey Clemons jako Kira Starr Piosenka: „No Ordinary Day” |                                          |                     |                                       |                      |                      |     |
| 27 | Girlfriends & Girl Friends               | Shelley Jensen      | Samantha Silver Joey Manderino        | 27 stycznia 2013     | 20 lipca 2013        | 207 |
| Austin chce się umówić z Kirą, lecz ona widzi, że on woli Ally. Austin wypiera się wszystkiego i zaprasza dziewczynę na randkę. Ally pomaga chłopakowi zaplanować randkę z Kirą. W rezultacie Austin zaczyna podobać się Ally. Role gościnne: Kiersey Clemons jako Kira Starr, Russ Marchand jako Jett Deely |                                          |                     |                                       |                      |                      |     |
| 28 | Campers & Complications                  | Adam Weissman       | Rick Nyholm                           | 17 lutego 2013       | 27 lipca 2013        | 208 |
| Ally odwiedza jej dawny przyjaciel z dzieciństwa, Elliot. Austin jest śmiertelnie o niego zazdrosny, gdyż Ally spędza z nim teraz bardzo dużo czasu i nie ma czasu na to, żeby napisać piosenkę dla Austina. Chłopak zdaje sobie sprawę, że jemu podoba się Ally. Role gościnne: Kiersey Clemons jako Kira Starr, Cody Allen Christian jako Elliot |                                          |                     |                                       |                      |                      |     |
| 29 | Chapters & Choices                       | Adam Weissman       | Kevin Kopelow Heath Seifert           | 24 lutego 2013       | 3 sierpnia 2013      | 209 |
| Mama Ally wraca do domu po napisaniu książki. Cała czwórka ją czyta i inspiruje się nią. Postanawiają robić jak zwierzęta: nie myśleć, po prostu to zrobić. Austin musi wybrać pomiędzy Ally i Kirą. Decyduje się nie myśleć i wybiera Kirę. Chce poprosić ją, by została jego dziewczyną. Mówi o tym Dezowi, niestety Ally to słyszy i jest przygnębiona. Dez też nie jest zadowolony, gdyż jest po stronie Ally. Ally decyduje się wystąpić na scenie. Austin proponuje, by zaśpiewali razem na przyjęciu na cześć książki napisanej przez mamę Ally. Ally poddaje się twierdząc, że nie da rady, jednak po rozmowie z mamą decyduje się wystąpić. Po zaśpiewaniu piosenki idą za kulisy i szczęśliwi się przytulają. Ally cieszy się, że pokonała swój lęk. Austin mówi, że może dokonać wszystkiego kiedy jest z Ally i całuje ją. Trish i Dez to obserwują. Niestety wchodzi Kira (która nie widziała pocałunku) i zgadza się być dziewczyną Austina. Role gościnne: Julia Campbell jako Penny Dawson, Andy Milder jako Lester Dawson, Kiersey Clemons jako Kira Starr Piosenka: „You Can Come to Me” |                                          |                     |                                       |                      |                      |     |
| 30 | Partners & Parachutes                    | Eric Dean Seaton    | Heath Seifert Kevin Kopelow           | 17 marca 2013        | 10 sierpnia 2013     | 210 |
| Kira zgadza się być dziewczyną Austina, ale nie podoba się to ani jemu ani Ally. Austin próbuje udowodnić Ally, że chce być z nią, a nie z Kirą. Postanawia zerwać z Kirą by być z Ally. Kupuje jej pianino na pierwszy koncert i spuszcza na spadochronie, który się nie otwiera i niszczy przyjęcie na cześć pozbycia się strachu przed sceną przez Ally. Decyduje się zaśpiewać jej piosenkę. Megan robi zdjęcie kiedy Austin i Ally się przytulają. Pod koniec odcinka Austin mówi, że są z Ally oficjalnie parą. Role gościnne: Andy Milder jako Lester Dawson, Julia Campbell jako Penny Dawson, Kiersey Clemons jako Kira Starr, Richard Whiten jako Jimmy Starr, Aubrey K. Miller jako Megan Simms Piosenka: „I Think About You” |                                          |                     |                                       |                      |                      |     |
| 31 | Freaky Friday & Fiction                  | Eric Dean Seaton    | Rick Nyholm                           | 7 kwietnia 2013      | 24 sierpnia 2013     | 217 |
| Dez dostaje magiczną maszynę do pisania. Każdy zamienia się ciałami. Role gościnne: Andy Milder jako Lester Dawson, John Paul Green jako Chuck McCoy |                                          |                     |                                       |                      |                      |     |
| 32 | Couples & Careers                        | Eric Dean Seaton    | Teresa Ingram                         | 5 maja 2013          | 7 września 2013      | 212 |
| Austin zaprasza Ally na pierwszą randkę do magicznej restauracji. Nie zachowują się naturalnie, próbują być parą idealną, jednak nie wychodzi to im. Dez i Trish nagrywają filmik konkursowy, by obejrzeć premierę filmu „Zaliens 8”. |                                          |                     |                                       |                      |                      |     |
| 33 | Spas & Spices                            | Adam Weissman       | Luisa Leschin                         | 19 maja 2013         | 14 września 2013     | 213 |
| Ally i Trish wybierają się do spa. Dez bierze udział w konkursie na najsmaczniejsze chili, jednocześnie ogłasza konkurs polegający na znalezieniu naszyjnika Ally, który znajduje się gdzieś w naczyniach. Role gościnne: John Paul Green jako Chuck McCoy, Cole Sand jako Nelson |                                          |                     |                                       |                      |                      |     |
| 34 | Solos & Stray Kitties                    | Shelley Jensen      | Joey Manderino Samantha Silver        | 2 czerwca 2013       | 5 października 2013  | 214 |
| Jako menegerka Ally, Trish zapisuje ją na przesłuchanie do zespołu The Stray Kitties. Jednak szef zespołu zmienia jej pseudonim na „Złośliwy Kociak”, co oznacza, że musi być gotką, co jest całkowicie przeciwne do jej charakteru. Chce odejść z zespołu, ale Val, managerka zespołu, nie chce wykluczyć Ally, ponieważ podpisała kontrakt i tylko Val może zdecydować, czy dziewczyna może odejść. Przyjaciele muszą wymyślić sposób, by Ally mogła odejść z zespołu. Role gościnne: Saidah Arrica Ekulona jako Val Piosenka: „You Can Come To Me” |                                          |                     |                                       |                      |                      |     |
| 35 | Boy Songs & Badges                       | Eric Dean Seaton    | Kevin Kopelow Heath Seifert           | 9 czerwca 2013       | 12 października 2013 | 218 |
| Trish zapisuje Austina na występ w telewizji, jednak Ally nie ma czasu na napisanie piosenki dla niego, przez co Austin z pomocą Deza sam próbuje ją napisać. Skończoną piosenkę pokazuje Ally, lecz ona jest okropna. Przyjaciele jadą na obóz, gdzie pojawia się telewizja i Austin musi zaśpiewać swoją piosenkę. Role gościnne: Cole Sand jako Nelson, Devos Leon jako JJ De La Rosa, Russ Marchand jako Jett Deely |                                          |                     |                                       |                      |                      |     |
| 36 | Tracks & Trouble                         | Sean Lambert        | Steve Freeman Aaron Ho                | 23 czerwca 2013      | 16 listopada 2013    | 216 |
| Jimmy zatrudnia Kirę jako nową gwiazdę Starr Records. Dziewczyna chce zaśpiewać na swoim pierwszym występie piosenkę Ally, lecz ta chciałaby sama ją zaśpiewać. Przyjaciele bawią się w nowym studiu nagraniowym Jimmy’ego. Przypadkowo psują piosenkę Kiry, przez co Jimmy jest przekonany, że zamierzają zniszczyć karierę Kiry. Austin zostaje zwolniony ze Starr Records. Role gościnne: Kiersey Clemons jako Kira Starr, Richard Whiten jako Jimmy Starr Piosenka: „Finally Me” |                                          |                     |                                       |                      |                      |     |
| 37 | Viral Videos & Very Bad Dancing          | Shannon Flynn       | Luisa Leschin                         | 14 lipca 2013        | 23 listopada 2013    | 219 |
| Ally zostaje nominowana nową artystką Miami i razem z przyjaciółmi idzie na imprezę z tego powodu. Spotyka tam Jean-Paul-Paul-Jeana, który ostrzega ją, że przez jej taniec może nie wygrać. Przyjaciele postanawiają nauczyć Ally tańczyć. Role gościnne: Arturo Del Puerto jako Jean-Paul-Paul-Jean |                                          |                     |                                       |                      |                      |     |
| 38 | Tunes & Trials                           | Shelley Jensen      | Samantha Silver Joey Manderino        | 19 lipca 2013        | 30 listopada 2013    | 220 |
| Ally znowu nie ma czasu na napisanie piosenki dla Austina. Próbuje zachęcić chłopaka, żeby sam ją napisał. Austin na początku nie chce jej pisać, jednak później próbuje. Pokazuje utwór przyjaciołom, a oni pytają o kim jest ta piosenka. Austin jednak twierdzi, że o nikim. Trish i Dez analizują fakty. Nagle zjawia się Val, twierdząc, że chłopak ukradł jej piosenkę. Sprawia kończy się w sądzie. Role gościnne: Kiersey Clemons jako Kira Starr, Saidah Arrika Ekulona jako Val, Carrie Wampler jako Brooke Piosenka: „Steal Your Heart” |                                          |                     |                                       |                      |                      |     |
| 39 | Future Sounds & Festival Songs           | Shelley Jensen      | Francisco Angones Amy Higgin          | 28 lipca 2013        | 7 grudnia 2013       | 226 |
| Austin wpada na pomysł, żeby ‘ulepszyć’ pisanie piosenek i daje Ally Tune Pro 3000, który napisze piosenkę za nich. Ally nie podoba się ten pomysł. Austin zostaje porażony przez maszynę i śni, że jest w przyszłości. Nelson jest przewodniczącym, a wszyscy chodzą ubrani na biało. Austin zdaje sobie sprawę, że przez to pisanie piosenek jest mniej osobiste i zaczyna doceniać to w prawdziwym świecie. Role gościnne: Cole Sand jako Nelson, Richard Whiten jako Jimmy Starr Piosenka: „Timeless” |                                          |                     |                                       |                      |                      |     |
| 40 | Sports & Sprains                         | Shelley Jensen      | Wayne Conley                          | 4 sierpnia 2013      | 4 stycznia 2014      | 221 |
| Austin dochodzi do wniosku, że chciałby żyć jak normalny chłopak. Za radą Ally postanawia zapisać się do szkolnej drużyny koszykarskiej, Ally zostaje redaktorką szkolnej gazetki, Dez chce zostać cheerleaderką, a Trish robi wszystko na rzecz szkoły, żeby wygrać główną nagrodę w konkursie – 1000 $. Po kilku dniach zjawia się Jimmy Starr i oznajmia Austinowi, że szykuje się występ, przez co musi zrezygnować z meczu, żeby mu się nic nie stało. Chłopak jednak nie słucha Jimmy’ego i gra, przez co łapie kontuzję i nie może tańczyć. Role gościnne: Richard Whiten jako Jimmy Starr, John Paul Green jako Chuck McCoy Piosenka: „Living In The Moment” |                                          |                     |                                       |                      |                      |     |
| 41 | Beach Bums & Bling                       | Sean Lambert        | Wayne Conley                          | 11 sierpnia 2013     | 11 stycznia 2014     | 215 |
| Za zarobione pieniądze Austina chłopak razem z Dezem kupuje samochód, a Ally podarowuje szklane pantofelki, jednak dziewczyna nie może w nich chodzić i Austin musi ją teraz wszędzie nosić. Przez przypadek spotykają Jacksona Lowe, największego idola Austina i postanawiają pomóc mu wrócić na scenę. Role gościnne: Paul Zies jako Jackson Lowe Piosenka: „I Got That Rock ’n’ Roll” |                                          |                     |                                       |                      |                      |     |
| 42 | Family & Feuds                           | Craig Wyrick-Solari | Rick Nyholm                           | 1 września 2013      | 30 maja 2014         | 223 |
| Przyjaciele wybierają się na urodziny młodszej siostry Deza, Didi. Dziewczyna ma tam przedstawić wszystkim jej nowego chłopaka. Okazuje się być nim Chuck, największy wróg Deza. Rudy razem z Austinem robią wszystko, żeby się rozstali. Ostatecznie chłopaki doprowadzają do zerwania Chucka i Didi, przez co cała czwórka przyjaciół pada ofiarą żartów Chucka. Wkurzone Trish i Ally każą chłopakom wszystko odkręcać. Role gościnne: John Paul Green jako Chuck McCoy, Jamie Kaler jako tata Deza, Vicki Lewis jako mama Deza, Galadriela Stineman jako Didi |                                          |                     |                                       |                      |                      |     |
| 43 | Moon Week & Mentors                      | Ken Ceizler         | Steve Freeman Aaron Ho                | 15 września 2013     | 1 lutego 2014        | 222 |
| Austin i Ally zostają zaproszeni jako trenerzy, a jednocześnie jurorzy do show-konkursu w ramach Tygodnia z Austinem Moonem. Ally bez wiedzy Austina wzbiera Lucy, małą, nieśmiałą dziewczynkę. Austin początkowo jest zawiedziony, że Ally postawiła go przed faktem dokonanym, jednakże złość szybko mija i razem z przyjaciółką postanawia pomóc Lucy wygrać. Wkrótce jednak okazuje się, że jest ona pośmiewiskiem całego show. Tymczasem Trish i Dez robią wszystko, żeby wystąpić w telewizji. Role gościnne: Sabrina Carpenter jako Lucy Gluckman, Arturo Del Puerto jako Jean-Paul-Paul-Jean, Saidah Arrica Ekulona jako Val, Russ Marchand jako Jett Deely Piosenka: „I Got That Rock ’n’ Roll”, „The Way That You Do”, „Break Down The Walls”, „Who I Am” |                                          |                     |                                       |                      |                      |     |
| 44 | Real Life & Reel Life                    | Shelley Jensen      | Samantha Silver Joey Manderino        | 22 września 2013     | 15 marca 2014        | 224 |
| Dez razem z Trish postanawiają nakręcić film o nich oraz o Austinie i Ally. Początek wychodzi świetnie, jednak podczas kolejnej sceny Austin dowiaduje się, że Ally tak naprawdę nigdy nie chciała z nim współpracować, a Ally, że Austin spotkał się z inną tekściarką, kiedy Ally zajęła się własną karierą. Między nimi dochodzi do sporej kłótni. Piosenka: „You Can Come To Me” |                                          |                     |                                       |                      |                      |     |
| 45 | Fresh Starts & Farewells                 | Shelley Jensen      | Heith Seifert Kevin Kopelow           | 29 września 2013     | 22 marca 2014        | 225 |
| Przyjaciele szykują się do pierwszej trasy koncertowej Austina. Dzięki Trish, Ally może zaśpiewać na pierwszym koncercie jako support. Jej występ widzi Ronnie Ramone, który proponuje jej kontrakt płytowy. Jeśli Ally się zgodzi, nie będzie mogła pojechać w trasę. Dez także nie, jeśli nie zda testu z biologii. Austin postanawia mu pomóc. Ally nie wie jak ma powiedzieć przyjacielowi, że nie jedzie z nimi w trasę. Jednakże w końcu wyznaje Austinowi całą prawdę. Nie mówi przyjaciołom, czy pojedzie, czy nie. Następnego wieczoru wszyscy czekają na dziewczynę przed autokarem. Pojawia się Ally mówiąc, że przyszła się pożegnać i życzyć udanej trasy. Dez i Trish są załamani, jednak najbardziej Austin. Mówi, że jest z niej bardzo dumny, po czym daje kopertę i wsiada do autobusu. Role gościnne: Joe Rowley jako Ronnie Ramone, Richard Whiten jako Jimmy Starr Piosenka: „Better Than This”, „The Me That You Don’t See” |                                          |                     |                                       |                      |                      |     |

### Seria 3: 2013–2014
- Ten sezon liczy 22 odcinki
- Główni bohaterowie są obecni we wszystkich odcinkach.

| 46 | Road Trips & Reunions             | Shelley Jensen      | Kevin Kopelow Heath Seifert    | 27 października 2013 | 5 kwietnia 2014   | 301 |
| Ally strasznie przeżywa wyjazd przyjaciół. Najbardziej tęskni za Austinem, ponieważ wszędzie gdzie nie spojrzy, widzi jego twarz. Dziewczyna łączy się z nimi przez internet i wyznaje, ze ma blokadę z napisaniem piosenki. Postanawia również dołączyć do nich. Zapytana jak, odpowiada, że w kopercie, którą otrzymała od Austina, oprócz listu był także bilet na lot gdziekolwiek chce. Przyjaciele umawiają się na lotnisku w Portland. Problem w tym, że Ally wylądowała w Portland Maine, a oni są w Portland Oregon. Dziewczyna zbiera pieniądze na bilet i następnego dnia spotyka się już z Trish i Dezem, lecz nadal nie ma Austina. Chłopak w nocy pomylił autobusy i musi jak najszybciej dotrzeć do przyjaciół. Austin pojawia się na czas, spotyka się z Ally, lecz na jego nieszczęście ta musi wyjść już w trakcie koncertu na samolot. Role gościnne: Andy Milder jako Lester Dawson, Molly Jackson jako Lulu Piosenka: „Chasin’ The Beat Of My Heart”, „The Me That You Don’t See”, „Living In The Moment” |                                   |                     |                                |                      |                   |     |
| 47 | What Ifs & Where’s Austin         | Shelley Jensen      | Rick Nyholm                    | 3 listopada 2013     | 12 kwietnia 2014  | 302 |
| Ally, Dez i Trish martwią się o Austina, który rano wyszedł gdzieś i jeszcze nie wrócił. Zaczynają sobie wyobrażać, jak wyglądałoby ich życie bez blondyna. Zupełnie nie pasuje im ta opcja. Role gościnne: Richard Whiten jako Jimmy Starr Piosenka: „Double Take”, „Finally Me”, „You Wish You Were Me” |                                   |                     |                                |                      |                   |     |
| 48 | Presidents & Problems             | Shelley Jensen      | Meg DeLoatch                   | 10 listopada 2013    | 19 kwietnia 2014  | 303 |
| Kończy się trasa koncertowa Austina. Chłopak ma umówiony występ przed prezydentem USA. Przyjaciele zwiedzają muzeum. W pewnym momencie Austin zakłada na nogi drogocenne obcasy, których nie może potem zdjąć. Policja rozpoczyna poszukiwania obcasów. Role gościnne: Reggie Brown jako prezydent USA Piosenka: „Don’t Look Down” |                                   |                     |                                |                      |                   |     |
| 49 | Beach Clubs & BFFs                | Sean Lambert        | Samantha Silver Joey Manderino | 24 listopada 2013    | 29 kwietnia 2014  | 304 |
| Kira zaprzyjaźnia się z Ally, co wywołuje zazdrość u Trish. Austin i Dez znajdują na plaży tajemniczą mapę, po czym postanawiają odnaleźć zaginiony skarb. Kira pyta Ally o związek jej i Austina. Dziewczyna wypiera się wszystkiego, twierdzi, że to już zamknięty rozdział. Kira załatwia nowej przyjaciółce występ na plaży, jednak wszystko nie idzie dobrze. Ally jest przekonana, że to wszystko wina Trish, oskarża ją o sabotaż występu, co doprowadza do kłótni. Role gościnne: Kiersey Clemons jako Kira Starr, Andy Milder jako Lester Dawson Piosenka: „Redial” |                                   |                     |                                |                      |                   |     |
| 50 | Mix-Ups & Mistletoes              | Adam Weissman       | Rick Nyholm                    | 1 grudnia 2013       | 12 grudnia 2014   | 310 |
| Z okazji powstania lalek przypominających Austina, Trish organizuje w klubie świąteczną imprezę dla dzieci, gdzie wystąpią Austin i Ally. Lalki mają być przeznaczone na cel charytatywny. Austin i Ally planują pocałunek pod jemiołą, jednak do końca im to nie wychodzi. Trish sędziuje konkurs Deza i Chucka, polegający na tym, który z nich będzie lepszym Świątecznym Mikołajem. Role gościnne: John Paul Green jako Chuck McCoy Piosenka: „I Love Christmas” |                                   |                     |                                |                      |                   |     |
| 51 | Glee Clubs & Glory                | Shelley Jensen      | Meg DeLoatch                   | 19 stycznia 2014     | 31 maja 2014      | 313 |
| Przyjaciele dołączają do szkolnego klubu. Ally chce wygrać konkurs wraz ze swoim chórem. Austin jednak ma inne plany na wygranie konkursu. Pomiędzy nimi dochodzi do kłótni, każdy chce wygrać na swój sposób. Trish staje po stronie Austina, a Dez po stronie Ally. Przez ciągłe kłótnie, Austin i Ally zostają wyrzuceni z klubu, a przewodniczącym zostaje Dez. Role gościnne: Bruno Amato jako trener Simmons, Ashley Argota jako Elle Piosenka: „Timeless”, „Heart Beat”, „Glee Club Mash Up” |                                   |                     |                                |                      |                   |     |
| 52 | Austin & Alias                    | Jon Rosenbaum       | Steve Freeman Aaron Ho         | 26 stycznia 2014     | 4 czerwca 2014    | 305 |
| Austin chce, aby Ally przysięgła mu, że do końca życia będą partnerami. Chwile po tym zjawia się Ronnie Ramone i oświadcza, że nie życzy sobie, aby Ally pisała piosenki dla konkurencji. Austin i Ally są załamani i postanawiają znaleźć Austinowi nową tekściarkę. Po przesłuchaniu Austin wybiera Roxy Rocket, dziewczynę, mającą jego styl. Chwilę później okazuje się, że Roxy to tak naprawdę Ally, która nie wyobraża sobie tego, że mogłaby przestać pisać dla Austina. Role gościnne: Joe Rowley jako Ronnie Ramone, Russ Marchand jako Jett Deely Piosenka: „Who U R” |                                   |                     |                                |                      |                   |     |
| 53 | Princesses & Prizes               | Eric Dean Seaton    | Rick Nyholm                    | 9 lutego 2014        | 7 czerwca 2014    | 306 |
| Austin i Dez psują stoisko z babeczkami Ally, organizowane na pomoc Manatom. Austin chce to jakoś zrekompensować Ally, więc postanawia pomóc jej zebrać pieniądze. Zgadza się na randkę z dziewczyną, która zapłaci najwięcej pieniędzy. Ally cieszy się, bo dziewczyny chcą zapłacić jak najwięcej. Wychodzi na to, że wygra Brooke. Nagle pojawia się piękna dziewczyna imieniem Chelsea, która wygrywa aukcję. Dez uświadamia Ally, że ma powody do bycia zazdrosną o przyjaciela. Z tego wszystkiego przypadkowo psuje imprezę urodzinową siostry Chelsea, na której miał wystąpić Austin. Role gościnne: Sofia Carson jako Chelsea, Melany Ochoa jako Heidi, Carrie Wampler jako Brooke Piosenka: „Upside Down” |                                   |                     |                                |                      |                   |     |
| 54 | Cupids & Cuties                   | Eric Dean Seaton    | Heath Seifert Kevin Kopelow    | 9 marca 2014         | 14 czerwca 2014   | 307 |
| Trish spotyka się z Jace’em, chłopakiem którego poznała podczas trasy koncertowej Austina. Podczas randki panuje dziwna atmosfera, więc dziewczyna idzie po poradę do doktora Kupidyna, którym okazuje się być Dez. Rudowłosy daje świetne rady. Nikt nigdy nie traktuje go poważnie, dlatego pracuje pod pseudonimem. Tymczasem Ally pomaga Austinowi zrobić samolot na fizykę. Role gościnne: Hannah Kat Jones jako Carrie, Cameron Deane Stewart jako Jace |                                   |                     |                                |                      |                   |     |
| 55 | Critics & Confidence              | Shannon Flynn       | Aaron Ho Steve Freeman         | 16 marca 2014        | 5 lipca 2014      | 308 |
| Ally, Trish i Dez czytają recenzję pewnego krytyka, opisującą Austina. Recenzja jest negatywna, więc przyjaciele starając się nie dopuścić do tego, żeby Austin ją przeczytał. Chłopak jednak i tak dowiaduje się prawdy. Postanawia przekonać mężczyznę do siebie, organizując razem z Dezem przedstawienie. Role gościnne: Justin Dray jako krytyk Kenneth Kreen, Gabrielle Elyse jako Tiffany Piosenka: „Stuck On You” |                                   |                     |                                |                      |                   |     |
| 56 | Directors & Divas                 | Laura James         | Joey Manderino Samantha Silver | 13 kwietnia 2014     | 26 lipca 2014     | 317 |
| Dez otrzymuje propozycję wyreżyserowania filmu z Austinem pod warunkiem, że zagra w nim także diwa, Brandy Braxton. Gość specjalny: Grace Phipps jako Brandy Braxton Role gościnne: Brendan Hunt jako Spike Stevens |                                   |                     |                                |                      |                   |     |
| 57 | Hunks & Homecoming                | Adam Weissman       | Aaron Ho Steve Freeman         | 22 czerwca 2014      | 12 lipca 2014     | 311 |
| Ally rozpoczyna pracę z gwiazdą country, Gavinem Youngiem. Początkowo nie zgadza się na to, lecz przyjaciele ją namawiają, że może to być dla niej życiowa szansa. Ally i Gavin bardzo dobrze się dogadują, chłopak wyznaje jej, co do niej czuje. Dziewczyna nie ma czasu na pisanie dla Austina, przez co chłopak jest zazdrosny i stawia jej ultimatum: Ally & Gavin, czy Austin & Ally. Role gościnne: John Paul Green jako Chuck McCoy, Cameron Jebo jako Gavin Young Piosenka: „Better Together”, „Me & You” |                                   |                     |                                |                      |                   |     |
| 58 | Fashion Shows & First Impressions | Craig Wyrick-Solari | Samantha Silver Joey Manderino | 29 czerwca 2914      | 6 września 2014   | 312 |
| Ally bierze udział w pokazie mody, natomiast Austin chce zrobić dobre wrażenie na siostrze Carrie, Piper. Przypadkowo niszczy pokaz Ally. Role gościnne: Hayley Erin jako Piper, Hannah Kat Jones jako Carrie, Cameron Jebo jako Gavin Young |                                   |                     |                                |                      |                   |     |
| 59 | Fanatics & Favors                 | Sean Lambert        | Joey Manderino Samantha Silver | 13 lipca 2014        | 13 września 2014  | 309 |
| Dez zaprasza przyjaciół do domu swojego kuzyna, gwiazdy NBA, Dwyane’a Wade’a. Mężczyzna jest wielkim fanem Austina, chciałby zostać także gwiazdą rocka. Austin i Ally postanawiają pomóc mu spełnić marzenie. Gość specjalny: Dwyane Wade jako on sam Role gościnne: Cameron Deane Stewart jako Jace Piosenka: „What We’re About” |                                   |                     |                                |                      |                   |     |
| 60 | Eggs & Extraterrestrials          | Shelley Jensen      | Calum Worthy                   | 27 lipca 2014        | 29 listopada 2014 | 321 |
| Na konwencie Zalienów Dez i Trish spotykają prawdziwych Zalienów. Austin i Ally muszą wystąpić dla Zalienów, żeby ci nie zjedli im mózgów. Role gościnne: David Magidoff jako Zip Piosenka: „Look Out” |                                   |                     |                                |                      |                   |     |
| 61 | Proms & Promises                  | Jean Sagal          | Kevin Kopelow Heath Seifert    | 10 sierpnia 2014     | 27 września 2014  | 315 |
| Austin ćwiczy na Ally, jak ma zaprosić Piper na studniówkę. Według Ally Austin powinien zrobić dla niej coś wyjątkowego. Chłopak postanawia napisać piosenkę. Ally jest zmartwiona, że Gavin nie zaprosił jej jeszcze na studniówkę. Chwilę potem zjawia się Gavin wraz z kwiatami. Ally jest przekonana, że chłopak chce ją zaprosić na bal. Okazuje się, że to kwiaty w ramach podziękowania za piosenkę. Carrie i Piper pocieszają Ally. Po chwili zjawia się Austin i śpiewa dla Piper, co jeszcze bardziej dobija brunetkę. Dziewczyna postanawia nie iść na studniówkę. Ally siedzi w Sonic Boomie z Austinem i Dezem. Nagle z jej pokoju wychodzi Gavin z orkiestrą i prosi Ally, by poszła z nim na bal. Ta natomiast odmawia mu, a następnie ucieka. Następnego wieczoru w Sonic Boomie zjawiają się Austin, Dez i Trish ze swoimi połówkami i proszą Ally, żeby zrobiła im grupowe zdjęcie. Potem wszyscy się żegnają, a Austin prosi Ally, żeby poszła tam razem z nimi, ale dziewczyna odmawia. Piper myśli, że coś jest pomiędzy Austinem i Ally. Dziewczyna zamyka się w pokoju. Za namową ojca idzie na studniówkę, gdzie wszystkich oczarowuje swoim wyglądem. Austin uświadamia sobie, że wcale nie kocha Piper, tylko Ally. Z racji tego, że na sali jest ciemno, Austin myśli, że wyznaje to Trish, okazuje się jednak, że mówił to do Carrie, siostry Piper. Role gościnne: Cameron Deane Stewart jako Jace, Hannah Kat Jones jako Carrie, John Paul Green jako Chuck McCoy, Cameron Jebo jako Gavin Young, Hayley Erin jako Piper |                                   |                     |                                |                      |                   |     |
| 62 | Last Dances & Last Chances        | Jon Rosenbaum       | Heath Seifert Kevin Kopelow    | 24 sierpnia 2014     | 1 listopada 2014  | 316 |
| Kontynuacja opowieści z poprzedniego odcinka. Carrie jest wściekła na Austina i informuje go, że to ma być idealny wieczór dla Piper i ma go jej nie zepsuć. Austin i Ally zostają Królem i Królową Balu, po czym tańczą wolnego. Piper zrywa z Austinem, ponieważ on tak naprawdę kochał Ally, a Ally z Gavinem, ponieważ szukała idealnego chłopaka, jakim jest Austin. Chłopak całuje brunetkę, po czym zostają oficjalnie parą. Role gościnne: Cameron Deane Stewart jako Jace, Hannah Kat Jones jako Carrie, Hayley Erin jako Piper, Cameron Jebo jako Gavin Young, John Paul Green jako Chuck McCoy |                                   |                     |                                |                      |                   |     |
| 63 | Videos & Villains                 | Craig Wyrick-Solar  | Amelia Sims                    | 21 września 2014     | 15 listopada 2014 | 320 |
| Brooke zamyka się w jednym pokoju z Austinem, żeby zmusić go do napisania dla niej piosenki. Chłopak musi szybko się stamtąd wydostać, ponieważ wieczorem ma występ w telewizji. Role gościnne: Carrie Wampler jako Brooke, Russ Marchand jako Jett Deely Piosenka: „Upside Down” |                                   |                     |                                |                      |                   |     |
| 64 | Beauties & Bullies                | Rich Correll        | Kevin Kopelow Heath Seifert    | 28 września 2014     | 8 marca 2015      | 319 |
| Austin, Ally, Dez i Carrie chcą pomóc Trish, która stała się ofiarą pogróżek. Role gościnne: Hannah Kat Jones jako Carrie, Bruno Amato jako trener Simmons Piosenka: „Superhero” |                                   |                     |                                |                      |                   |     |
| 65 | Horror Stories & Halloween Scares | Rich Correll        | Jay Dyer                       | 5 października 2014  | 8 listopada 2014  | 318 |
| Przyjaciele szykują się na imprezę Halloweenową. W pewnym momencie w Sonic Boomie gaśnie światło, a drzwi się zamykają. Chcąc wykorzystać czas, przyjaciele urządzają konkurs na najstraszniejszą opowieść o duchach. Role gościnne: Megan B. Richie jako Esmeralda |                                   |                     |                                |                      |                   |     |
| 66 | Records & Wrecking Balls          | Ken Ciezler         | Rick Nyholm                    | 12 października 2014 | 15 marca 2015     | 314 |
| Ze względu na to, że wkrótce zostanie wydany jej pierwszy album, Ally musi zrezygnować z pracy w Sonic Boomie. W rezultacie Lester sprzedaje Sonic Booma pani Krum, która chce zdemolować sklep i zrobić z niego sklep z pudełkami. Nie chcąc stracić Sonic Booma, w którym jest aż tyle wspomnień, Austin, Ally, Trish i Dez próbują powstrzymać Lestera przed sprzedażą sklepu. Role gościnne: Hannah Kat Jones jako Carrie, Andy Milder jako Lester Dawson, Russ Marchand jako Jett Deely Piosenka: „Parachute” |                                   |                     |                                |                      |                   |     |
| 67 | Relationships & Red Carpets       | Shelley Jensen      | Rick Nyholm                    | 23 listopada 2014    | 12 kwietnia 2015  | 322 |
| Austin i Ally zostają zaproszeni na galę Worldwide Music Awards, na której zostali nominowani za najlepszy debiutancki album, i chcą podczas gali ogłosić całemu światu, że są parą. Niestety, Jimmy zabrania im pojawić się razem na gali i każe im ukrywać swój związek, bo to, że Austin będzie w związku, będzie miało zły wpływ na jego karierę. Tymczasem Carrie wyprowadza się do Los Angeles, co zasmuca Deza. Na gali, gdy Austin mówi Jimmy’emu, że nie chce ukrywać związku z Ally, ten ostrzega go, że nie będzie mógł tworzyć muzyki, wydać płyt i wyjeżdżać w trasę ze względu na swój kontrakt. Ally mówi Austinowi, że nie chce, by on wybierał między nią a swoją karierą, i zrywa z nim. Dez potem mówi Austinowi, że wyjeżdża do Los Angeles, by uczęszczać do tamtejszej szkoły filmowej, dla swojej miłości do Carrie. Austin przerywa galę, wchodząc na scenę i ogłasza, że już nie obchodzi go jego kariera i że ma dziewczynę: Ally. Austin wyznaje Ally miłość i potem publicznie ją całuje. Po tym jak jego kariera się skończyła, Austin wyjeżdża z Ally w jej trasę. Role gościnne: Richard Whiten jako Jimmy Starr, Andy Milder jako Lester Dawson, Jill Benjamin jako Mimi Moon, John Henson jako Mike Moon, Hannah Kat Jones jako Carrie, Tyne Stecklein jako Jasmine Fiera |                                   |                     |                                |                      |                   |     |

### Seria 4: 2015–2016
| 68 | Buzzcuts & Beginnings               | Shelley Jensen      | Kevin Kopelow Heath Seifert    | 18 stycznia 2015    | 11 lipca 2015        | 401 |
| Przyjaciele dzielą się emocjonującym spotkaniem w Miami na finałowym koncercie Ally. Kiedy Austin zdaje sobie sprawę, że ich wspólny czas w czwórkę jest tylko chwilowy, rozważa zapisanie się do szkoły wojskowej. Role gościnne: Jill Benjamin jako Mimi Moon Piosenka: „A Billion Hits”, „No Place Like Home” |                                     |                     |                                |                     |                      |     |
| 69 | Mattress Stores & Music Factories   | Shelley Jensen      | Kevin Kopelow Heath Seifert    | 25 stycznia 2015    | 18 lipca 2015        | 402 |
| Niepowodzenie w znalezieniu nowej pasji zmusza Austina do podjęcia pracy w „Królestwie Materacy” jego rodziców. W międzyczasie Ally stara się zapanować nad nadpływającymi studentami muzyki. Dez i Trish wymyślają plan, by pomóc duetowi rozwiązać ich problemy. Role gościnne: Andy Milder jako Lester Dawson, Jill Benjamin jako Mimi Moon, John Henson jako Mike Moon, Mimi Kirkland jako Lily |                                     |                     |                                |                     |                      |     |
| 70 | Grand Openings & Great Expectations | Eric Dean Seaton    | Samantha Silver Joey Manderino | 8 lutego 2015       | 25 lipca 2015        | 403 |
| Austin i Ally otwierają szkołę muzyki na miejscu Sonic Booma. Pomagają im w tym Dez i Trish. Przyjaciele mają ciężkie zadanie, ponieważ muszą nauczyć uczniów grać w zespole. Mają na to jedynie tydzień, ponieważ pierwszy występ zespołu ma się ukazać podczas uroczystego otwarcia Muzycznej Fabryki A&A. Role gościnne: Mimi Kirkland jako Lily, Claire Engler jako Dylan, Mar Mar jako Herman, Isaak Presley jako Max |                                     |                     |                                |                     |                      |     |
| 71 | Seniors & Senors                    | Eric Dean Seaton    | Steve Freeman Aaron Ho         | 15 lutego 2015      | 1 sierpnia 2015      | 404 |
| Przyjaciele postanawiają spędzić ostatni rok szkolny najlepiej jak potrafią. Radość ich trwa krótko gdy dowiadują się, że Austin nie zdał hiszpańskiego. Przyjaciele robią wszystko, aby Austin zdał przedmiot na czas, by mogli spędzić ostatni rok szkolny razem. Role gościnne: Bruno Amato jako trener Simmons, Alex Meneses jako Senora Gomez |                                     |                     |                                |                     |                      |     |
| 72 | Homework & Hidden Talents           | Craig Wyrick-Solari | Heath Seifert Keven Kopelow    | 28 marca 2015       | 8 sierpnia 2015      | 405 |
| Ally chce udowodnić Austinowi, że potrafi ona pomóc odkryć talent nowego ucznia. Gość specjalny: Maddie Ziegler jako Shelby Piosenka: „Finally Me” |                                     |                     |                                |                     |                      |     |
| 73 | Duos & Deception                    | Jean Sagel          | Samantha Silver Joey Manderino | 19 kwietnia 2015    | 15 sierpnia 2015     | 409 |
| Trish rezerwuje Billiego & Bobbie z ‘Show Billie i Bobbiego’, sławny duet rodzeństwa, aby porozmawiali i wystąpili ze studentami Muzycznej Fabryki A&A. W międzyczasie, kiedy inspektor przychodzi, aby rozejrzeć się po szkole muzycznej i grozi, że ją zamknie, okazuje się, że sławny duet miał ukryte motywy do pojawienia się w Muzycznej Fabryce A&A. Gość specjalny: Dove Cameron jako Bobbie Role gościnne: Mimi Kirkland jako Lily, Ryan McCartan jako Billie |                                     |                     |                                |                     |                      |     |
| 74 | Wedding Bells & Wacky Birds         | Adam Weissman       | Rachel McNevin                 | 3 maja 2015         | 22 sierpnia 2015     | 406 |
| Kiedy Austin i Ally zostają razem dobrani w parę na zajęciach z gospodarstwa domowego, wyobrażają sobie życie razem jako małżeństwo. Trish pomaga Dezowi zdobyć pracę reżysera reklamy. Role gościnne: Hannah Kat Jones jako Carrie |                                     |                     |                                |                     |                      |     |
| 75 | Karaoke & Kalamity                  | Shelley Jensen      | Aaron Ho Steve Freeman         | 14 czerwca 2015     | 15 stycznia 2016     | 412 |
| Zdesperowany, aby ponownie występować, Austin zaczyna występować w klubie karaoke w przebraniu. Tymczasem w Muzycznej Fabryce, Ally trenuje studentkę z lękiem przed występami. Role gościnne: Richard Whiten jako Jimmy Starr, Skylar Stecker jako Ridley Rogers Piosenka: „Illusion”, „Can You Feel It”, „Parachute” |                                     |                     |                                |                     |                      |     |
| 76 | Mini-Me’s & Muffin Baskets          | Shelley Jensen      | Samantha Silver Joey Manderino | 21 czerwca 2015     | 8 stycznia 2016      | 413 |
| Ekipa przygotowuje się do pierwszej prezentacji Muzycznej Fabryki A&A. W międzyczasie Austin chce zaskoczyć Ally, ucząc studentów jednej z jej piosenek. Role gościnne: Richard Whiten jako Jimmy Starr, Mar Mar jako Herman, Isaak Presley jako Max, Skylar Stecker jako Ridley Rogers, Lauren Lindsey Donzis jako Sadie Piosenka: „Steal Your Heart”, „Play My Song” |                                     |                     |                                |                     |                      |     |
| 77 | Dancers & Ditzes                    | Adam Weissman       | Kevin Kopelow Heath Seifert    | 12 lipca 2015       | 29 sierpnia 2015     | 407 |
| Ally występuje na rozdaniu nagród, ale producenci martwią się o jej umiejętności taneczne. Gość specjalny: Becky G jako ona sama Role gościnne: Hannah Kat Jones jako Carrie, Russ Marchand jako Jett Deely Piosenka: „Dance Like Nobody’s Watching”, „Can’t Stop Dancing” |                                     |                     |                                |                     |                      |     |
| 78 | Mysteries & Meddling Kids           | Laura James         | Steve Freeman Aaron Ho         | 26 lipca 2015       | 22 stycznia 2016     | 417 |
| Kiedy na imprezie urządzonej na lata 70 ginie zeszyt muzyczny Ally, paczka rozpoczyna poszukiwania i to przebrana za „Tajemniczą Paczkę” i wraz z wierną towarzyszką, kozą. Role gościnne: John Paul Green jako Chuck McCoy, Carrie Wampler jako Brooke |                                     |                     |                                |                     |                      |     |
| 79 | Comebacks & Crystal Balls           | Craig Wyrick-Solari | Jeny Quine                     | 9 sierpnia 2015     | 29 stycznia 2016     | 408 |
| Wizyta u wróżki przekonuje Austina, że coś złego stanie się podczas jego koncertu z okazji powrotu na scenę. I z tą informacją wziętą za namysł, plakaty Austina o jego koncercie zostają zniszczone z błędnych wpadek i, gdy Austin zostaje uwięziony w pudle w noc swojego koncertu, pozostaje zrobić jedną rzecz... Tymczasem Trish sądzi, że spotka księcia. Piosenka: „Take It From the Top” |                                     |                     |                                |                     |                      |     |
| 80 | Burdens & Boynado                   | Shelley Jensen      | Samantha Silver Joey Manderino | 23 sierpnia 2015    | 18 października 2016 | 418 |
| Gdy menadżerowany przez Trish boysband „Boynado” grozi, że się rozpadnie, ona szuka sposobu, by naprawić ich problemy. Tymczasem Austin i Ally próbują pomóc byłemu odtwórcy wrócić do gry. Role gościnne: Rico Rodriguez jako Benny, Chris Trousdale jako Rupert, Kylend Hetherington jako Devin, Luke O’Sullivan jako Nigel |                                     |                     |                                |                     |                      |     |
| 81 | Bad Seeds & Bad Dates               | A. Laura James      | Jeny Quine                     | 20 września 2015    | 8 października 2016  | 411 |
| Paczka musi dać sobie radę z nieprzyjemnym i bardzo niedojrzałym uczniem w Muzycznej Fabryce o imieniu Mikey. Ally dowiaduje się, że jej tata spotyka się z nową kobietą. Sprawa pogarsza się dla Ally gdy ona dowiaduje się, że kobieta, z którą jej tata się spotyka, jest matką Mikey’ego. Role gościnne: Andy Milder jako Lester Dawson, Mar Mar jako Herman, Dillon Fitzgerald jako Mikey, Jean Villepique jako Joanna |                                     |                     |                                |                     |                      |     |
| 82 | Scary Spirits & Spooky Stories      | Andy Fickman        | Garron Ma                      | 4 października 2015 | 29 października 2015 | 414 |
| Miejski straszny spektakl w nowojorskim Central Parku inspiruje paczkę do powiedzenia kilku własnych strasznych opowieści. Goście specjalni: Kamil McFadden jako Ernie Cooper, Trinitee Stokes jako Judy Cooper Nota: Odcinek jest crossoverem z serialem K.C. nastoletnia agentka i występują w nim Kamil McFadden i Trinitee Stokes z tamtego serialu. Odcinek jest także częścią halloweenowego weekendu Disneya. |                                     |                     |                                |                     |                      |     |
| 83 | Rejection & Rocket Ships            | Raini Rodriguez     | Rachel McNevin                 | 8 listopada 2015    | 15 października 2016 | 415 |
| Gdy Ally zostaje odrzucona z college’u, postanawia opuścić wizerunek „idealnej uczennicy”. Tymczasem Austin i Dez dowiadują się, że ich ulubiony automat do zabawy z dzieciństwa zostanie wyłączony na zawsze. |                                     |                     |                                |                     |                      |     |
| 84 | Cap and Gown & Can’t be Found       | D.Q. Moffett        | Jeny Quine                     | 22 listopada 2015   | 22 października 2016 | 416 |
| Ally może nie skończyć liceum, gdyż książka z biblioteki zniknęła. Austin próbuje znaleźć książkę. Tymczasem Trish pozoruje niezapomniane chwile z liceum, żeby zdobyć więcej zdjęć w szkolnym roczniku. Role gościnne: John Paul Green jako Chuck McCoy Piosenka: „Jump Back, Kiss Yourself” |                                     |                     |                                |                     |                      |     |
| 85 | Santas & Surprises                  | Jean Sagal          | Wayne Conley                   | 6 grudnia 2015      | 8 grudnia 2016       | 410 |
| Austin i Ally zbierają się, by sprowadzić tatę Lily do domu na święta. Trish, Dez i Herman pracują jako elfy Mikołaja. Dez staje się głównym elfem i traci świątecznego ducha. Role gościnne: Mimi Kirkland jako Lily, Mar Mar jako Herman Piosenka: „Perfect Christmas” |                                     |                     |                                |                     |                      |     |
| 86 | Musicals & Moving On                | Craig Wyrick-Solari | Aaron Ho Steve Freeman         | 10 stycznia 2016    | 23 października 2016 | 420 |
| Paczka przygotowuje się do rozstania; Austin wyjeżdża w trasę koncertową, Ally idzie do college’u, a Dez wraca do szkoły filmowej. Trish obiecuje przyjaciołom, że zajmie się Muzyczną Fabryką. Za sprawą Deza Trish idzie na przesłuchanie do musicalu wyreżyserowanego przez Spike’a Stevensa. Trish zostaje przyjęta, jednak okazuje się, że musical będzie wystawiany w całym kraju. Trish decyduje się występować w musicalu, gdyż zawsze marzyła o aktorstwie i próbuje o tym powiedzieć Austinowi i Ally, ale Dez ją wyręcza. W końcu czwórka przyjaciół kłóci się o to, że jak będą osobno, to znajdą nowych przyjaciół, którzy ich bardziej zainteresują, co powoduje rozpad paczki. Austin, Ally i Dez przychodzą na musical, by zobaczyć Trish, choć nadal są ze sobą skłóceni. Patrząc na przyjaciół, Trish zmienia scenariusz musicalu z mściwego na bardziej przyjacielski i śpiewa dla przyjaciół piosenkę, dzięki czemu paczka godzi się ze sobą. Ally daje Austinowi swój zeszyt z piosenkami. Trish decyduje się zostać w Miami i postanawia dać do programu Muzycznej Fabryki zajęcia teatralne. Spike mówi Trish, że musical będzie wystawiany w Miami, co wszystkich uszczęśliwia. Cztery miesiące później, Austin wraca do Ally i oświadcza się jej. Role gościnne: Brendan Hunt jako Spike Stevens Piosenka: „You’ve Got a Friend” |                                     |                     |                                |                     |                      |     |
| 87 | Duets & Destiny                     | Shelley Jensen      | Heath Seifert Kevin Kopelow    | 10 stycznia 2016    | 5 listopada 2016     | 419 |
| Kontynuacja opowieści z poprzedniego odcinka. Ally przyjmuje oświadczyny Austina, ale okazuje się, że ta chwila była zmontowaną sceną z filmu Deza o Austinie i Ally. W ciągu czterech lat od czasu rozstania ze sobą, Trish i Dezem, Austin i Ally zerwali ze sobą. Ally wraca z college’u, a Austin z trasy koncertowej, choć oboje nadal są ze sobą pokłóceni i nie chcą się ze sobą widywać. Ally ma załatwiony występ w programie „Helen Show”. Austin też ma załatwiony występ w tym programie. Trish i Dez zaplanowali tak, że Austin i Ally wspólnie wystąpią w „Helen Show”, a tak się pogodzą. Austin i Ally są zaskoczeni na swój widok podczas programu. Podczas wywiadu Helen wypytuje Austina i Ally o powód ich zerwania. Dez wtrąca się do programu, żeby nie skomplikować sprawy. Gdy Helen ogłasza, że Ally wystąpi z nową piosenką, ta ucieka. Za kulisami Ally mówi Trish, że pisała piosenki o sobie i Austinie podczas studiów i że wstydzi się je zaśpiewać nawet przed Austinem. Całą rozmowę usłyszał Austin. Austin i Ally wyznają sobie, że tęsknią za sobą. Austin oddaje Ally jej zeszyt z piosenkami. Austin proponuje Ally, by zaśpiewali jej nową piosenkę w duecie. Austin i Ally śpiewają razem piosenkę, a potem wyznają sobie miłość. Ally mówi Austinowi, że choć się kochają, to zawsze będą szli w innych kierunkach. Austin postanawia, że wraz z Ally pójdą w tym samym kierunku i będą muzycznym duetem. Ally zgadza się na to i całuje Austina, dzięki czemu są znowu razem. Parę lat później, Austin i Ally są małżeństwem i mają syna i córkę. Dez i Carrie też są małżeństwem i mają syna. Mężem Trish okazuje się być Chuck, z którym ona ma córkę. Na końcu odcinka Austin i Ally zaczynają pisać swoją nową piosenkę. Role gościnne: John Paul Green jako Chuck McCoy, Hannah Kat Jones jako Carrie, Mim Drew jako Helen Piosenka: „Two in a Million” |                                     |                     |                                |                     |                      |     |